# Tomás Cloma
Tomás Cloma (né le 18 septembre 1904 à Panglao, 18 septembre 1996) est un avocat et homme d'affaires philippins.
Il est connu pour avoir fondé la micronation Royaume de la Colonie St John (ex-Freedomland) dans les îles Spratleys.

## Royaume de la Colonie St John
En 1947 Tomas Cloma Sr. (le père de Tomás Cloma), un aventurier philippin et magnat de la pêche, trouve plusieurs archipels inoccupés en mer de Chine méridionale. Ils font partie du territoire des îles Spratleys réclamé par les Philippines. Tomas Cloma Sr. et son fils, propriétaire d'une institution marine privée (PMI Colleges), ambitionnent d'ouvrir une conserverie et d'exploiter le guano des îles.
Le 11 mai 1956, Tomas Cloma Sr, à la tête d'un équipage de 40 hommes, prend possession de ces îles et les appelle Freedomland. Quatre jours plus tard, il annonce ses revendications territoriales. Le 31 mai 1956, Cloma déclare la création du Territoire libre de Freedomland ; dix jours après, il envoie un courrier au ministre des Affaires Étrangères réaffirmant la création de Freedomland. Le 6 juillet, Cloma déclare au monde entier ses revendications et la création d'un gouvernement séparatiste sur Flat Island. Il fait aussi une différence entre Freedomland et les îles Spratleys à l'ouest. Il semble que Freedomland englobe la plupart de ce qu'on appelle les îles Spratly, mais pas l'île Spratley elle-même, ni les baies et les récifs situés à l'ouest de celle-ci.
La déclaration de Cloma est accueillie avec des réactions hostiles de plusieurs pays voisins, notamment Taïwan. Le 24 septembre 1956, elle s'installe sur l'île de Itu Aba qu'elle n'occupait plus depuis 1950 et arrête les hommes et les bateaux de Cloma. La Chine réaffirme également sa revendication.
En août 1974, Cloma change le nom de Freedomland pour Colonia. De même, il arrête toute activité de pouvoir et fait de John de Mariveles son héritier. En décembre, après avoir été emprisonné par Ferdinand Marcos, Cloma renouvelle l'arrêt de toute prétention séparatiste devant le gouvernement philippin pour un peso.
En 2014, les Philippines demandent un arbitrage avec la Chine à la Cour de l'arbitrage international. Elle abandonne sa requête sur le territoire demandé autrefois par Cloma. En conséquence, Colonia est maintenant le seul successeur de Cloma.
Le Territoire libre de Freedomland ne doit pas être confondu avec la Principauté de Freedomland et République de Koneuwe, mise en place par un escroc français, aussi dans les Spratleys mais pas sur les mêmes îles.